# Jeschu
Jeschu ist die deutsche Transkription des hebräischen Namens יְשׁוּ jəšū.
Er wird – oft unter Verwendung des Beinamens יְשׁוּ הַנּוֹצְרִי jəšū hannōzrî, deutsch ‚Jesus, der Nazoräer‘ – seit der rabbinischen Literatur bis in die Moderne als hebräische, jüdische Bezeichnung für Jesus von Nazaret genutzt. Hebräischsprechende Christen verwenden jedoch den ursprünglichen Namen יֵשׁוּעַ jēšūaʿ bzw. יֵשׁוּעַ מִנָּצְרַת jēšūaʿ minnåzrat, deutsch ‚Jesus von Nazaret‘.

## Herkunft und Bedeutung
יְשׁוּ jəšū stellt eine moderne hebräische Variante des gräzisierten Namens Ἰησοῦς Iēsûs dar und geht somit auf den hebräischen Namen יְהוֹשֻׁעַ jəhōšuaʿ zurück.

## Jeschu als Bezeichnung für Jesus von Nazaret

### Deutung
Traditionell wird יְשׁוּ jəšū als polemische Bezeichnung gedeutet. Wie auch andere Theologen verstand Paul Billerbeck den Namen als „beabsichtigte Verstümmelung“ von יֵשׁוּעַ jēšūaʿ für Jesus von Nazaret. Josef Blinzler unterstützt dies unter Verweis auf die Tatsache, dass יְשׁוּ jəšū ausschließlich für Jesus Christus, nicht jedoch für eine der sieben weiteren Personen namens יֵשׁוּעַ jēšūaʿ im Tanach oder für Jeschua ben Sira verwendet wird. Der Rabbiner Leon Modena sah eine Verbindung zur jüdischen Verwünschungsformel יִמַּח שְׁמוֹ וְזִכְרוֹ jimmaḥ šəmō wəsiḵrō, deutsch ‚Mögen sein Name und sein Gedächtnis ausgelöscht werden‘, deren Akronym ישׁו jšw die unvokalisierte Form des Namens יְשׁוּ jəšū darstellt. Dies weist Billerbeck jedoch zurück.
Nach Heinrich Graetz handelt es sich bei יְשׁוּ jəšū eine Kurzform von יֵשׁוּעַ jēšūaʿ.
Günther Schwarz, Peter Stuhlmacher, David Flusser und Josef Konrad vermuten, dass es sich bei Jeschu um die galiläische Aussprache des Namens יֵשׁוּעַ jēšūaʿ handelt. Richard Bauckham dagegen hält Jeschua für die Standardaussprache des Namens.

## Verbreitung
Der Name יְשׁוּ jəšū wird fast ausschließlich als Bezeichnung für Jesus von Nazaret verwendet.
In der Liste der syrisch-orthodoxen Patriarchen von Antiochien von Martin Tamcke kommt „Ignaz Josua“ (Syrisch: ܝܫܘܥ yešūᶜ) als „Ignatius Jeschu“ vor. Meist wird der Name aber als „Ignatius Jeschua“ transkribiert.
Die eigentliche Kurzform יֵשׁוּעַ jēšūaʿ wird durch die Verbreitung des Christentums ungefähr seit der Zerstörung des Zweiten Tempels nicht mehr verwendet.